# الإمبراطور كونين
الإمبراطور كونين (باليابانية: 光仁天皇 كونين تينو) (18 نوفمبر 709 - 11 يناير 782) كان الإمبراطور التاسع والأربعون في اليابان. وفقا للتواريخ التقليدية فإن فترة حكمه امتدت بين عامي 770 و 781.